# 居伊二世·德·當皮埃爾
居伊二世（法語：Guy II de Dampierre，1155年—1216年1月18日），當皮埃爾領主，1174年至1216年在位。

## 家庭
1196年，居伊二世與瑪蒂爾德一世·德·波旁結婚，兩人共有三個兒子：
1. 阿沙姆伯（1189年—1242年）
2. 威廉二世（1196年—1231年）
3. 居伊三世（約1200年—1275年）